# Elezioni parlamentari in Albania del 1991
Le elezioni parlamentari in Albania del 1991 si tennero il 31 marzo per l'elezione dell'Assemblea di Albania; si trattò delle prime elezioni multipartitiche nel Paese dalla Seconda guerra mondiale. La legalizzazione dei nuovi partiti politici era avvenuta l'11 dicembre 1990, dopo la rivolta di 700 studenti dell'Università di Tirana.
In seguito all'esito elettorale, Fatos Nano divenne Primo ministro.